# مقاطعة لي (ميسيسيبي)
مقاطعة لي هي مقاطعة في مسيسيبي، بلغ عدد سكانها 82٬910  نسمة، في 2010، عاصمتها توبيلو، تبلغ مساحتها 1٬174 كيلومتر مربع.

## الموقع
تشترك في الحدود مع:
- مقاطعة برنتيس (ميسيسيبي).

## التقسيمات الإدارية
- توبيلو.